# Desa Canga'an
Desa Canga'an (indonesiska: Desa Canga’an) är en administrativ by i Indonesien.   Den ligger i provinsen Jawa Timur, i den västra delen av landet, 600 km öster om huvudstaden Jakarta.